# Schietsport op de Olympische Zomerspelen 1908

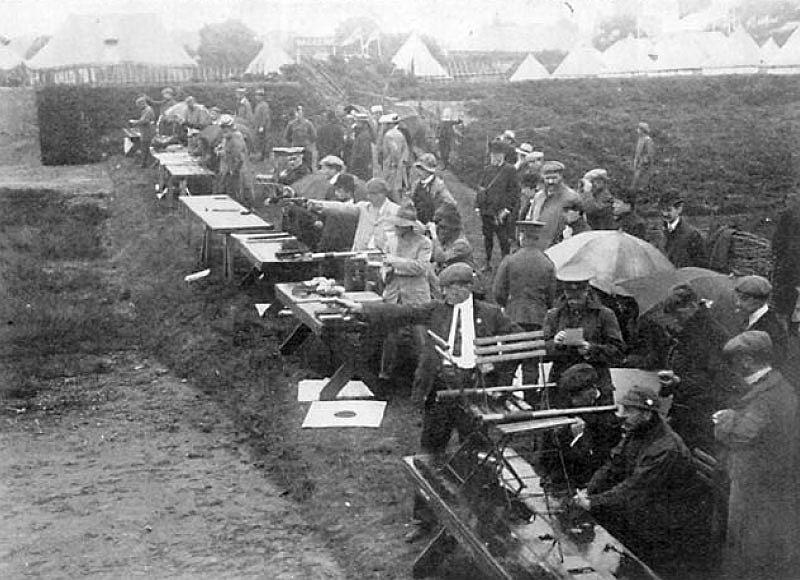
Schietsport op de Olympische Zomerspelen 1908

De schietsport is een van de sporten die beoefend werden tijdens de Olympische Zomerspelen 1908 in Londen.

## Heren

### vrij geweer 300 m drie houdingen, individueel
| rang   | sporter              | land | staand | knielend | liggend | score |
| ------ | -------------------- | ---- | ------ | -------- | ------- | ----- |
| Goud   | Albert Helgerud      | NOR  | 277    | 292      | 340     | 909   |
| Zilver | Harry Simon          | USA  | 228    | 294      | 365     | 887   |
| Brons  | Ole Sæther           | NOR  | 272    | 284      | 327     | 883   |
| 4      | Gustav-Adolf Sjöberg | SWE  | 251    | 285      | 338     | 874   |
| 5      | Janne Gustafsson     | SWE  | 265    | 283      | 324     | 872   |
| 6      | Julius Braathe       | NOR  | 257    | 291      | 303     | 851   |
| 7      | Axel Jansson         | SWE  | 235    | 296      | 312     | 843   |
| 8      | Léon Johnson         | FRA  | 250    | 282      | 303     | 835   |

### vrij geweer 300 m drie houdingen, team
| rang   | sporters | land | score                   | team score |
| ------ | --- | ---- | ----------------------- | ---------- |
| Goud   | Albert Helgerud Ole Sæther Gudbrand Gudbrandsen Skatteboe Olaf Sæter Julius Braathe Einar Liberg                | NOR  | 874 865 841 840 826 809 | 5055       |
| Zilver | Gustaf Adolf Jonsson Per-Olof Arvidsson Axel Jansson Gustav-Adolf Sjöberg Claës Rundberg Janne Gustafsson       | SWE  | 840 812 801 760 759 739 | 4711       |
| Brons  | Léon Johnson Eugène Balme André Parmentier Albert Courquin Maurice Lecoq Raoul de Boigne                        | FRA  | 836 801 773 768 756 718 | 4652       |
| 4      | Niels Andersen Lars Jørgen Madsen Ole Olsen Christian Christensen Christian Pedersen Hans Christian Schultz     | DEN  | 725 816 754 752 748     | 4543       |
| 5      | Charles Paumier du Verger Paul Van Asbroeck Ernest Ista Henri Sauveur Joseph Geens Edouard Poty                 | BEL  | 826 787 786 766 740 604 | 4509       |
| 6      | Jesse Wallingford Harold Hawkings Charles Churcher Thomas Raddall John Bostock Robert Brown                     | GBR  | 789 776 760 754 668 608 | 4355       |
| 7      | Gerard van den Bergh Christiaan Brosch Cornelis van Altenburg Antonie de Gee Uilke Vuurman Pieter Jan Brussaard | NED  | 751 708 689 684 653 645 | 4130       |
| 8      | Frans Nässling Gustav Nyman Heikki Huttunen Voitto Kolho Emil Nässling Huvi Tuiskinen                           | FIN  | 717 700 644 642 637 622 | 3962       |

### militair geweer 1000 y
| rang   | sporter          | land | score |
| ------ | ---------------- | ---- | ----- |
| Goud   | Joshua Millner   | GBR  | 98    |
| Zilver | Kellogg Casey    | USA  | 93    |
| Brons  | Maurice Blood    | GBR  | 92    |
| 4      | Richard Bartnett | GBR  | 92    |
| 4      | Ted Ranken       | GBR  | 92    |
| 6      | Thomas Caldwell  | GBR  | 91    |
| 6      | John Sellars     | GBR  | 91    |
| 6      | S. Harry Kerr    | CAN  | 91    |

### militair geweer 200, 500, 600, 800, 900 en 1000 y team
| rang   | sporters | land | score                   | team score |
| ------ | --- | ---- | ----------------------- | ---------- |
| Goud   | William Leuschner William Martin Charles Winder Kellogg Casey Ivan Eastman Charles Benedict                                     | USA  | 430 429 423 412 407     | 2531       |
| Zilver | Harcourt Ommundsen Fleetwood Varley Arthur Fulton Philip Richardson William Padgett John Martin                                 | GBR  | 424 423 417 413 410     | 2497       |
| Brons  | William Smith Charles Crowe Bruce Williams Dugald McInnis William Eastcott S. Harry Kerr                                        | CAN  | 421 415 414 413 392 384 | 2439       |
| 4      | Raoul de Boigne Albert Courquin Eugène Balme Daniel Mérillon Léon Hecht André Parmentier                                        | FRA  | 385 383 379 376 373     | 2272       |
| 5      | Claës Rundberg Ossian Jörgensen Janne Gustafsson Per-Olof Arvidsson Axel Jansson Gustaf Adolf Jonsson                           | SWE  | 388 382 376 374 351 342 | 2213       |
| 6      | Ole Sæther Einar Liberg Gudbrand Gudbrandsen Skatteboe Albert Helgerud Mathias Glomnes Jørgen Bru                               | NOR  | 385 375 369 362 352 349 | 2192       |
| 7      | Ioannis Theofilakis Frangiskos Maurommatis Alexandros Theofilakis Georgios Orphanidis Matthias Triantafilladis Deukal. Rediadis | GRE  | 357 349 325 314 305     | 1999       |
| 8      | Niels Andersen Christian Christensen Lorents Jensen Niels Laursen Julius Hillemann-Jensen Ole Olsen                             | DEN  | 352 333 326 309 307 282 | 1909       |

### kleinkalibergeweer 50 en 100 y, individueel
| rang   | sporter          | land | 50 y | 100 y | score |
| ------ | ---------------- | ---- | ---- | ----- | ----- |
| Goud   | Arthur Carnell   | GBR  | 192  | 195   | 387   |
| Zilver | Harold Humby     | GBR  | 197  | 189   | 386   |
| Brons  | George Barnes    | GBR  | 189  | 196   | 385   |
| 4      | Maurice Matthews | GBR  | 195  | 189   | 384   |
| 5      | Edward Amoore    | GBR  | 194  | 189   | 383   |
| 6      | William Pimm     | GBR  | 192  | 187   | 379   |
| 7      | Albert Taylor    | GBR  | 189  | 187   | 376   |
| 8      | Harold Hawkins   | GBR  | 185  | 189   | 374   |

### kleinkalibergeweer 50 en 100 y, team
| rang   | sporters                                                                     | land | score           | team score |
| ------ | ---------------------------------------------------------------------------- | ---- | --------------- | ---------- |
| Goud   | Maurice Matthews Harold Humby William Pimm Edward Amoore                     | GBR  | 196 194 192 189 | 771        |
| Zilver | Wilhelm Carlberg Frans-Albert Schartau Johann Hübner von Holst Eric Carlberg | SWE  | 187 186 184 180 | 737        |
| Brons  | Paul Colas André Regaud Léon Lécuyer Henri Bonnefoy                          | FRA  | 189 186 169 166 | 710        |

### kleinkalibergeweer 25 y, bewegend doel
| rang   | sporter          | land | score |
| ------ | ---------------- | ---- | ----- |
| Goud   | John Fleming     | GBR  | 24    |
| Zilver | Maurice Matthews | GBR  | 24    |
| Brons  | William Marsden  | GBR  | 24    |
| 4      | Edward Newitt    | GBR  | 24    |
| 5      | Philip Plater    | GBR  | 22    |
| 6      | William Pimm     | GBR  | 21    |
| 7      | William Milne    | GBR  | 21    |
| 8      | Otto von Rosen   | SWE  | 18    |

### kleinkalibergeweer 25 y, verdwijnend doel
| rang   | sporter          | land | score |
| ------ | ---------------- | ---- | ----- |
| Goud   | William Styles   | GBR  | 45    |
| Zilver | Harold Hawkins   | GBR  | 45    |
| Brons  | Edward Amoore    | GBR  | 45    |
| 4      | William Milne    | GBR  | 45    |
| 5      | James Milne      | GBR  | 45    |
| 6      | Arthur Wilde     | GBR  | 45    |
| 7      | Wilhelm Carlberg | SWE  | 45    |
| 8      | Harold Humby     | GBR  | 45    |

### enkel shot op lopend hert, individueel
| rang   | sporter            | land | score |
| ------ | ------------------ | ---- | ----- |
| Goud   | Oscar Swahn        | SWE  | 25    |
| Zilver | Ted Ranken         | GBR  | 24    |
| Brons  | Alexander Rogers   | GBR  | 24    |
| 4      | Maurice Blood      | GBR  | 23    |
| 5      | Albert Kempster    | GBR  | 22    |
| 6      | James Cowan        | GBR  | 21    |
| 6      | William Lane-Joynt | GBR  | 21    |
| 6      | Walter Winans      | USA  | 21    |

### enkel shot op lopend hert, team
| rang   | sporters                                                  | land | score       | team score |
| ------ | --------------------------------------------------------- | ---- | ----------- | ---------- |
| Goud   | Alfred Swahn Arvid Knöppel Oscar Swahn Ernst Rosell       | SWE  | 26 22 21 17 | 86         |
| Zilver | Charles Nix William Lane-Joynt Walter Ellicott Ted Ranken | GBR  | 27 22 18    | 85         |

### dubbel shot op lopend hert
| rang   | sporter          | land | score |
| ------ | ---------------- | ---- | ----- |
| Goud   | Walter Winans    | USA  | 46    |
| Zilver | Ted Ranken       | GBR  | 46    |
| Brons  | Oscar Swahn      | SWE  | 38    |
| 4      | Maurice Blood    | GBR  | 34    |
| 5      | Albert Kempster  | GBR  | 34    |
| 6      | Walter Ellicott  | GBR  | 33    |
| 6      | Alexander Rogers | GBR  | 33    |
| 8      | Ernst Rosell     | SWE  | 27    |

### pistool 50 y, individueel
| rang   | sporter           | land | score |
| ------ | ----------------- | ---- | ----- |
| Goud   | Paul Van Asbroeck | BEL  | 490   |
| Zilver | Réginald Storms   | BEL  | 487   |
| Brons  | James Gorman      | USA  | 485   |
| 4      | Charles Axtell    | USA  | 480   |
| 5      | Jesse Wallingford | GBR  | 467   |
| 6      | André Barbillat   | FRA  | 466   |
| 7      | Walter Ellicott   | GBR  | 458   |
| 7      | Irving Calkins    | USA  | 457   |

### pistool 50 y, team
| rang   | sporters                                                                             | land | score           | team score |
| ------ | ------------------------------------------------------------------------------------ | ---- | --------------- | ---------- |
| Goud   | James Gorman Irving Calkins John Dietz Charles Axtell                                | USA  | 501 473 472 468 | 1914       |
| Zilver | Paul Van Asbroeck Réginald Storms Charles Paumier du Verger René Englebert           | BEL  | 493 477 462 431 | 1863       |
| Brons  | Jesse Wallingford Geoffrey Coles Henry Lynch-Staunton Walter Ellicott                | GBR  | 477 459 446 435 | 1817       |
| 4      | André Barbillat André Regaud Léon Moreaux Jean Depassis                              | FRA  | 463 440 436 411 | 1750       |
| 5      | Vilhelm Carlberg Eric Carlberg Johann Hübner von Holst Frans-Albert Schartau         | SWE  | 471 462 416 383 | 1732       |
| 6      | Jacob van der Kop Gerard van den Bergh Jan de Blécourt Petrus ten Bruggen Cate       | NED  | 449 401 398 384 | 1632       |
| 7      | Frangiskos Mauromatis Alexandros Theofilakis Ioannis Theofilakis Georgios Orphanidis | GRE  | 419 401 398 358 | 1576       |

### trap, individueel
| rang   | sporter            | land | score |
| ------ | ------------------ | ---- | ----- |
| Goud   | Walter Ewing       | CAN  | 72    |
| Zilver | George Beattie     | CAN  | 60    |
| Brons  | Alexander Maunder  | GBR  | 57    |
| 4      | Anastasios Metaxas | GRE  | 57    |
| 5      | Charles Palmer     | GBR  | 55    |
| 5      | Arthur Westover    | CAN  | 55    |
| 7      | Mylie Fletcher     | CAN  | 53    |
| 7      | Richard Hutton     | GBR  | 53    |
| 7      | John Wilson        | NED  | 53    |

### trap, team
| rang   | sporters | land | score             | team score |
| ------ | --- | ---- | ----------------- | ---------- |
| Goud   | Alexander Maunder James Pike Charles Palmer John Postans Frank Moore Peter Easte                                                                       | GBR  | 83 77 71 61 60 55 | 407        |
| Zilver | Walter Ewing George Beattie Arthur Westover Mylie Fletcher George Vivian Donald McMackon                                                               | CAN  | 81 73 72 65 58 56 | 405        |
| Brons  | George Whitaker Gerald Skinner John Butt William Morris Harold Creasey Richard Hutton                                                                  | GBR  | 70 63 62 59 56    | 372        |
| 4      | John Wilson Franciscus van Voorst tot Voorst Cornelis Viruly Eduardus van Voorst tot Voorst Rudolph Theodorus van Pallandt van Eerde Romain de Favauge | NED  | 34 28 26 24       | 174        |

## Medaillespiegel
| rang   | land             | goud | zilver | brons | totaal |
| ------ | ---------------- | ---- | ------ | ----- | ------ |
| 1      | Groot-Brittannië | 6    | 7      | 8     | 21     |
| 2      | Verenigde Staten | 3    | 2      | 1     | 6      |
| 3      | Zweden           | 2    | 2      | 1     | 5      |
| 4      | Noorwegen        | 2    | 0      | 1     | 3      |
| 5      | Canada           | 1    | 2      | 1     | 4      |
| 6      | België           | 1    | 2      | 0     | 3      |
| 7      | Frankrijk        | 0    | 0      | 2     | 2      |
| totaal | totaal           | 15   | 15     | 14    | 44     |